# نجم مغناطيسي

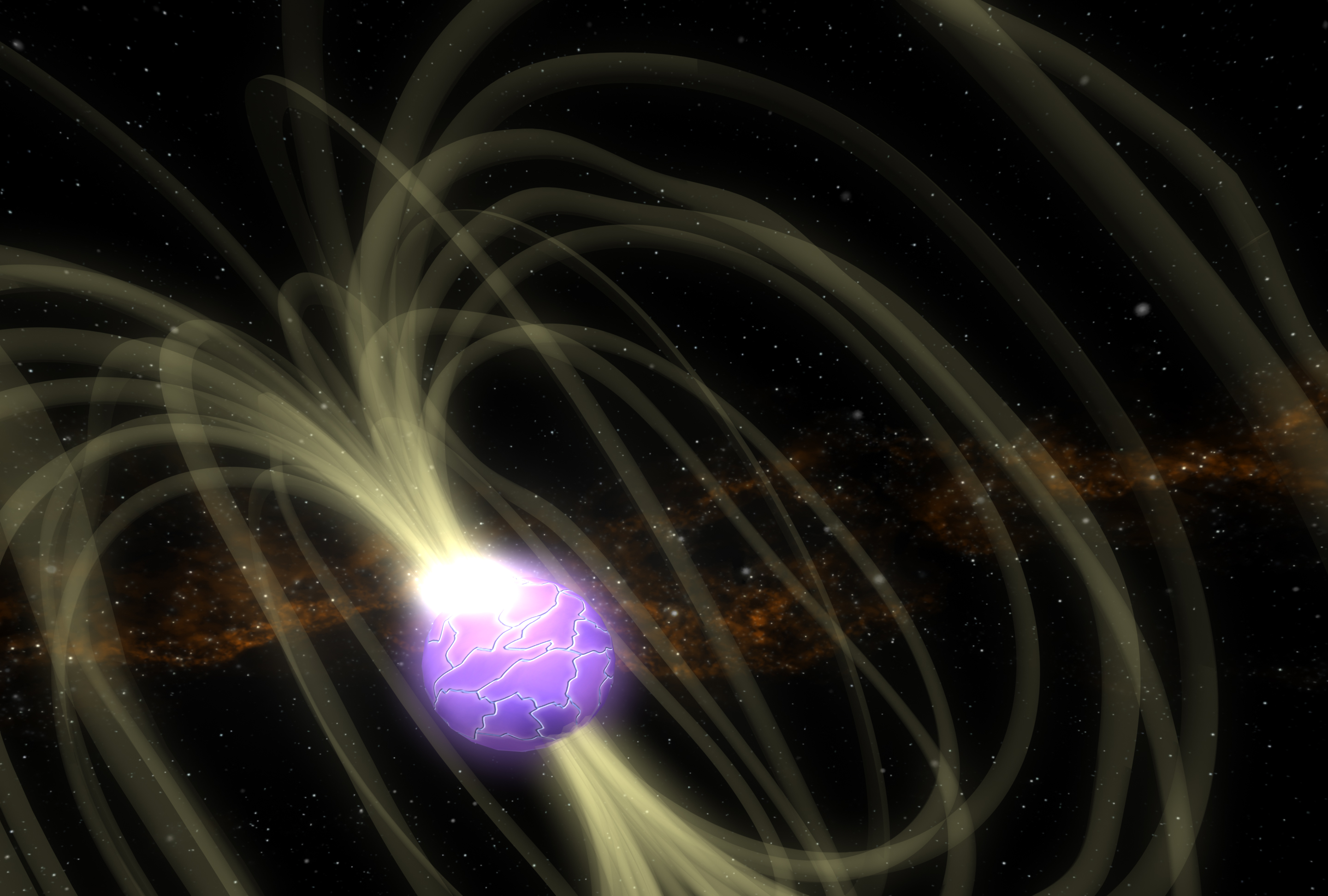
رسم يظهر نجم مغناطيسي متضمنا خطوط الحقل المغناطيسي.

نجم فائق المغناطيسية أو نجم مغناطيسي[بحاجة لمصدر] (بالإنجليزية: Magnetar) هو نوع من النجوم النيوترونية تتميز بحقل مغناطيسي قوي.
تصل شدة الحقل المغناطيسي في هذه النجوم إلى حوالي 100 مليار تسلا. وهي أقوى بحوالي 100 مرة من الحقل المغناطيسي للنجم النيوتروني العادي.
يتسبب هذا المجال المغناطيسي الشديد في إصدار أشعة كهرومغناطيسية عالية الطاقة وعلى الأخص الأشعة السينية وأشعة غاما.
و فكر العالمان الفيزيائيان "روبرت دنكان" و "كريستوفر تومسون" عام 1992 في صياغة نظرية لتفسير تلك الظواهر، وكان دنكان قد قام بتسجيل أول انفجار أشعة غاما يوم 05/03/1979 واعتبره نجما مغناطيسيا.
ثم أصبح افتراض وجود النجوم المغناطيسية من الأمور المسلم بها خلال العقود التالية وهي تفسر نباضات غاما الضعيفة soft gamma repeater و نباضات أشعة إكس الشاذة anomalous X-ray pulsar.
اكتشف أول نجم مغناطيسي عام 1989.

## وصفه
لم تــٌدرس النجوم المغناطيسية بالقدر الكافي حتى الآن لقلة وجودها قريبة من الأرض. يبلغ قطر النجم المغناطيسي أو المغناطار نحو 20 كيلومتر فقط ،ولكن كتلته تكون أكبر من كتلة الشمس. وكثافة النجم المغناطيسي عالية جدا بحيث يصل كتلة عقلة الإصبع منه نحو 100 مليون طن وتسمى مادته أحيانا نيوترونيوم. ويدور النجم المغناطيسي بسرعة هائلة حول محوره حتى أنه ينهي دورة بين 1 و 10 ثوان.
تصل بعض النجوم ذات كتلة أكبر من الشمس عند نهاية عمرها وتتحول إلى نجم مغناطيسي، ولا تبقى على تلك الحالة طويلا. فمجالهم المغناطيسي البالغ الشدة يتتضاءل خلال 10.000 سنة بعدما ينخفض معدل إصداره للأشعة السينية العالية الطاقة. وبحسب المشاهدة حتى الآن فتقدر بعض التقديرات وجود نحو 30 مليون نجما مغناطيسيا خامدا في مجرتنا مجرة درب التبانة.
وعندما تحدث زلازل على سطح النجم المغناطيسي فإنها تتسبب في تغيرات في لمجاله المغناطيسي وتسبب بدورها في ثورات إصدار أشعة غاما العالية الطاقة، وقد سجلت تلك الأحداث من الأرض في الأعوام 1979 و 1998 و 2004.

## نشأته

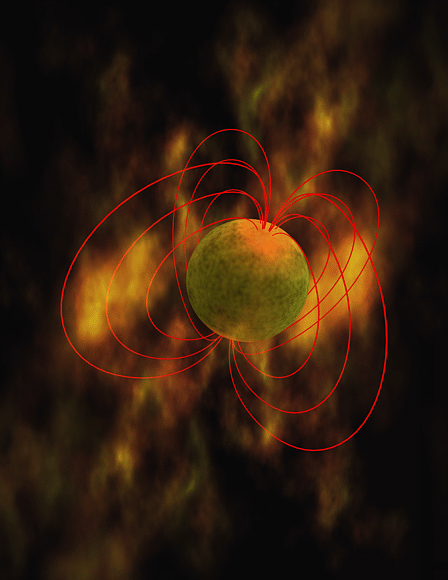
رسم تخيلي لنجم مغناطيسي وتوزيع خطوط مجاله المغناطيسي.

مثل النجوم النيوترونية الأخرى ، يبلغ قطر النجوم المغناطيسية حوالي 20 كيلومترًا (12 ميلًا) ، وتبلغ كتلتها حوالي 1.4 كتلة شمسية. تتشكل من انهيار نجم كتلته 10-25 مرة من كتلة الشمس. إن كثافة الجزء الداخلي للنجم المغناطيسي تجعل كتلة ملعقة كبيرة من مادته تزيد عن 100 مليون طن.,
تنشأ النجوم النيوترونية من تقلص فئة معينة من النجوم خلال انفجارها عند نهاية عمرها في هيئة مستعر أعظم ، تلك النجوم تكون ذات كتلة عشرات أضعاف كتلة الشمس ، حيث يحدث أنفجار للنجمم طاردا غلافه الخفيف تسبيا . في نفس الوقت ينكمش قلب النجم ذو الكثافة العالية ومن ضمنها عناصر ثقيلة مثل النحاس والحديد ؛ ويصبح قطر النجم بين 10 إلى 20 كيلومتر، وينشأ له مجال مغناطيسي شديد قد يبلغ كثافة التدفق المغناطيسي له نحو 108 تسلا. وهذا يتمشى مع قوانين الإلكتروديناميك والتي تنص على أن حاصل ضرب قطر النجم (السالف) في شدة مجاله المغناطيسي تبقى ثابتة قبل وبعد تقلص النجم.
وبناء على قانون انحفاظ الزخم الزاوي تدور النجوم النيوترونية بعد تقلصها بدورة دوران حول نغسها في حدود المللي ثانية. وينشأ النجم المغناطيسي عندما تكون للنجم النيوتروني مجالا مغناطيسيا ودورة أقل من 10 مللي ثانية، وإلا فينتج نجما نيوترونيا فقط أو نجم نابض. والسبب في ذلك أن مناطق الحمل الحراري في النجم النيوتروني شديدة الكثافة، فهي تدور بعد التقلص مباشرة بسرعة تصل 10 مللي ثانية للدورة الواحدة. فإذا كانت دورة النجم أسرع من ذلك فإن التأثير الكهرومغناطيسي - المماثل لعمل المولد الكهربائي - يعمل على تحويل الطاقة الحركية لدوامات الحمل إلى طاقة مغناطيسية خلال 10 ثوان.
ينشأ عن ذلك مجال مغناطيسي قد يصل مقداره إلى
1011 تسلا ؛ أي يكون أشد نحو 1000 مرة من المجال المغناطيسي لنجم نيوتروني عادي. وتصل كثافة الكتلة الناشئة عن مثل كثافة الطاقة هذه طبقا لتكافؤ الكتلة والطاقة (E=mc2) إلى عدة عشرات الأطنان لكل سنتيمتر3 منه .

```
مثل هذا المجال المغناطيسي البالغ الشدة يغير شكل الفراع الكمومي، بحيث  يجعل الفضاء الخالي من المادة ذو معامل انكسار مزدوج.
```

فإذا كان محور المجال المغناطيسي مائلا بالنسبة إلى محور الدوران، عندئذ يشع النجم موجة راديوية دوريا لها طاقة تكون في حيز 108 ضعف لمجموع القدرة الإشعاعية للشمس. وتستخلص تلك الطاقة من طاقة الحركة الدورانية للنجم والتي تستهلك خلال 10.000 سنة، وتصبح دورة الدوران عدة ثوان. أما النجوم النابضة فهي تختلف عن النجم النيوتروني المحدة كتلته بنحو 4و1 كتلة شمسية؛ في عام 1982 ، قاد "دون باكر" مجموعة من زملائه و اكتشفوا النباض PSR B1937 + 21 ، وهو نجم نابض بفترة دوران تبلغ 1.6 مللي ثانية فقط (38500 دورة في الدقيقة).

## اقرأ أيضا
- انفجار أشعة غاما 090423
- انفجار أشعة غاما 971214
- انفجار أشعة غاما 080916C
- انفجار أشعة غاما 060218
- انفجار أشعة غاما 080319ب
- انفجار أشعة غاما 970228
- مستعر أعظم II
- مستعر أعظم نوع Ia
- مستعر أعظم
- مصدر أشعة إكس فائق التألق
- مجرة حلزونية
- نجم
- مجرة
- قزم أبيض
- عملاق أحمر
- الانفجار العظيم
- خط زمني للانفجار العظيم
- ثقب أسود